# Ramon Vilaró Giralt
Ramon Vilaró Giralt (Vic, Osona, 1945) és un periodista, escriptor i documentalista català.
Des que el 1968 va començar a El Correo Catalán i s'establí a Bèlgica, ha treballat com a corresponsal per a diversos diaris com Madrid, Ya o El Correo Español-El Pueblo Vasco. Des de Brussel·les va editar i dirigir el butlletí INFOREUROPA. Durant quinze anys, des de 1976 fins a 1989, ha estat també corresponsal per a El País, a Brussel·les, Washington, D.C, i Tòquio. Ha estat delegat a Catalunya del Grupo 16, i del diari econòmic Cinco Días del Grupo Prisa. Darrerament ha escrit i col·labora en diaris i revistes com Cambio 16, La Vanguardia, El País, National Geographic o el digital capitalmadrid.com. Durant la seva trajectòria com a corresponsal, Vilaró va cobrir la fi de la ‘primavera de Praga’, la fi de la Dictadura dels Coronels (1967-1974) a Grècia, o la caiguda del dictador de Corea del Sud Chun Doo-hwan i la del president filipí Ferdinand Marcos.
A principis dels 90 es va convertir en periodista freelance i des d’aleshores ha publicat treballs en diversos mitjans i s'ha dedicat a escriure novel·les, les més conegudes de les quals són Dainichi, la epopeya de Francisco Javier en Japón (2001), Tabaco, el imperio de los marqueses de Comillas (2003) o La última conquista. La secreta historia de amor de Luna Clara, durante el descubrimiento de la Alta California (2005), i llibres de temàtica periodística, com Mabuhay, Bienvenidos a Filipinas, un dels seus darrers treballs. També ha publicat els llibres de relats de viatges EE.UU., más allá de las hamburguesas y los pantalones vaqueros (1984), Japón, más allá del vídeo y de las geishas (1989), Nova York i Washington (1994), Gringolandia, un retrato de EE.UU y su relación con España (2004) i Sol naciente. Historias hispano-japonesas (2011). Com a documentalista ha preparat documentals per a la televisió, com Made in Barcelona i Miró, la llum de Mallorca, o el recent De aliados a masacrados, sobre la història de la colònia espanyola a les Filipines durant la Segona Guerra Mundial. Darrerament ha preparat un llargmetratge sobre l'epopeia de sant Francesc Xavier al Japó i un documental sobre Constantí Ribalaiga i Vert, un català emigrat a Cuba a finals del segle xix, amic d'Ernest Hemingway, considerat el millor cocteler i bàrman del món.